# Sport Club Audace Torino
Lo Sport Club Audace Torino è stata una società sportiva di Torino.

## Podismo
La sezione podistica dell'Audace Torino ottenne numerosi successi nei campionati UPT e UPI con Mario Nicola (nel Miglio e nei 1500 metri piani) e con Giuseppe Tarella (nei 100 metri piani), olimpionico ai Giochi della IV Olimpiade.

## Calcio
La sezione calcistica fu fondata nel 1899 ed utilizzava come divisa di gioco una maglia a strisce verticali bianconere con pantaloncini e calzettoni neri. Il suo esordio avvenne presumibilmente nel Trofeo Juventus, nel maggio 1899. L'Audace prese parte ai campionati nazionali del 1902 e del 1903 non riuscendo mai a qualificarsi alla fase nazionale. Nel 1902 arrivò 3º nel girone piemontese a quattro squadre mentre nel 1903 venne eliminato dalla Juventus. Nel 1904 si iscrisse al campionato di Seconda Categoria venendo eliminato dalle riserve della Juventus, dopodiché si sciolse.